# Opus (Automarke)
Opus war eine britische Automarke.

## Markengeschichte
Das Unternehmen Rob Walker Corsley Garage aus Warminster unter Leitung des Rennstallbesitzers Rob Walker begann 1966 mit der Produktion von Automobilen. Eine andere Quelle bringt Opus Cars aus Bristol unter Leitung von Geoff Thomas ins Spiel. Geoff Thomas war damals Manager bei Rob Walker. Der Markenname lautete Opus. 1970 setzte die HSP Motor Company aus Bristol die Produktion unter gleichem Markennamen bis 1972 fort. Ab 1970 lieferte Lambert Services die Fahrgestelle. Insgesamt entstanden etwa 224 Exemplare.

## Fahrzeuge
Das einzige Modell war der HRF (Hot Rod Ford), ein Hot Rod, der Fahrzeugen der 1920er Jahre ähnlich sah. Konstrukteur war Neville Trickett, der später für GP tätig war. Die Radaufhängungen kamen von Ford Popular und Ford Anglia und die Vorderräder vom Mini. Ein Vierzylindermotor vom Ford Cortina mit wahlweise 1300 cm³ oder 1600 cm³ Hubraum trieb das Fahrzeug an. Das Leergewicht betrug nur 400 kg. Ein Bausatz, der aus Fahrgestell und Karosserie bestand, kostete 99 Pfund.